# Croker River
Der Croker River ist ein 100 km langer Zufluss des Amundsen-Golfs in der Polarregion im Westen der Kitikmeot-Region des kanadischen Territoriums Nunavut. Es handelt sich um den größten Fluss zwischen der Darnley Bay (in den Nordwest-Territorien) und dem Coronation Gulf, welcher in den Amundsen Gulf mündet. Die durchschnittliche Flussbreite liegt bei 55 m.

## Verlauf
Der Croker River hat seinen Ursprung im Bluenose Lake. Von dort fließt er nach Norden. Er durchfließt 8 km vor der Meeresküste eine Dolomit-Schlucht. Er erreicht schließlich seinen dreiecksförmigen Mündungsdelta 24 km östlich von Clifton Point.

## Namensgebung
Der Croker River wurde nach John Wilson Croker, der das Amt des Secretary to the Admiralty führte, benannt.
Croker River (PIN 1BG) ist ein ehemaliger Standort der Distant Early Warning Line sowie ein gegenwärtiger Standort einer North-Warning-System-Einrichtung.